# Metro-Cross
Metro-Cross est un jeu de plates-formes développé et édité par Namco sur borne d'arcade en 1985. Il est en vue perspective cavalière suivant un scrolling horizontal. Le jeu a ensuite été converti sur Amstrad CPC, Atari ST, Commodore 64, Famicom et ZX Spectrum.

## Système de jeu
Le but du jeu est de courir et d'éviter des obstacles, pour arriver à la fin du niveau avant la fin du temps imparti.